# Якубув (гміна)
Гміна Якубув (пол. Gmina Jakubów) — сільська гміна у центральній Польщі. Належить до Мінського повіту Мазовецького воєводства.
Станом на 31 грудня 2011 у гміні проживало 5075 осіб.

## Площа
Згідно з даними за 2007 рік площа гміни становила 87.23 км², у тому числі:
- орні землі: 81.00 %
- ліси: 13.00 %

Таким чином, площа гміни становить 7.49 % площі повіту.

## Населення
Станом на 31 грудня 2011:
| Опис     | Загалом | Загалом | Чоловіки | Чоловіки | Жінки | Жінки |
| -------- | ------- | ------- | -------- | -------- | ----- | ----- |
| одиниця  | осіб    | %       | осіб     | %        | осіб  | %     |
| все      | 5075    | 100     | 2554     | 50.33    | 2521  | 49.67 |
| міське   | 0       | 100     | 0        |          | 0     |       |
| сільське | 5075    | 100     | 2554     | 50.33    | 2521  | 49.67 |

## Сусідні гміни
Гміна Якубув межує з такими гмінами: Добре, Калушин, Мінськ-Мазовецький, Станіславув, Цеґлув.